# Gabriel (Kikodze)
Gabriel, imię świeckie Gerasim Maksimowicz Kikodze (ur. 13 listopada?/25 listopada 1825 w Bachwi, zm. 1 stycznia?/13 stycznia 1896) – gruziński biskup i święty prawosławny.

## Życiorys
Był synem kapłana prawosławnego. W 1839 wstąpił do seminarium duchownego w Tyflisie; od 1841 kontynuował naukę teologii w seminarium w Pskowie. W 1844, rok po ukończeniu seminarium, podjął wyższe studia w Petersburskiej Akademii Teologicznej, którą ukończył w 1849.
W roku uzyskania dyplomu ożenił się z Marią Władkiną, córką duchownego prawosławnego z Petersburga, po czym wrócił do Tyflisu. Został wykładowcą seminarium duchownego w Tyflisie i był jego inspektorem. W 1851 uzyskał tytuł magistra nauk teologicznych. Ponadto od 1855 uczył religii w Instytucie Dobrze Urodzonych Panien w Tyflisie. W 1858 opublikował w Petersburgu podręcznik psychologii dla seminariów duchownych. Dwa lata wcześniej, po śmierci żony i córki, złożył wieczyste śluby mnisze w monasterze Dawid Garedża. W 1858 był już archimandrytą i przełożonym tegoż klasztoru.
18 stycznia 1859 miała miejsce jego chirotonia na biskupa goriskiego. Rok później przeniesiono go na katedrę imeretyńską, zaś od 1869 do 1886 był równocześnie locum tenens eparchii suchumsko-abchaskiej.
Był zaangażowany w gruziński ruch narodowy i kulturalny, występował przeciw rusyfikacji Gruzji. W 1887 z jego inicjatywy powstał komitet ds. odrodzenia tradycyjnego śpiewu gruzińskiego. Od 1890 był członkiem towarzystwa walczącego z analfabetyzmem wśród Gruzinów. W latach 1890–1892 przyczynił się do powstania ponad setki szkół, zaś w 1894 otworzył eparchialną szkołę żeńską. Swoje kazania i wystąpienia publikował w językach gruzińskim, rosyjskim i angielskim.
Zmarł w 1896 i został pochowany w monasterze Gelati w Kutaisi.
W 1995 Gruziński Kościół Prawosławny ogłosił go świętym.